# 31122 Brooktaylor
31122 Brooktaylor este un asteroid din centura principală de asteroizi.

## Descriere
31122 Brooktaylor este un asteroid din centura principală de asteroizi. A fost descoperit pe 21 septembrie 1997 la Prescott (Arizona) de Paul G. Comba. Asteroidul prezintă o orbită caracterizată de o semiaxă mare de 2,19 ua, o excentricitate de 0,14 și o înclinație de 3,1° în raport cu ecliptica.